# Istarski ipsilon
Istarski ipsilon je sustav autocesta u hrvatskoj mreži autocesta, a čine ga autocesta A8 (Matulji-Kanfanar) i A9 (slovenska granica - Kanfanar - Pula). Naziva se Istarski ipsilon zbog svog oblika nalik slovu Y, a sva se tri kraka spajaju kod Kanfanara u središnjoj Istri. Kompleks je izgradila i održava tvrtka Bina-Istra sve do 2027. godine. Na obje autoceste može se voziti s najvećom dopuštenom brzinom od 110 km/h.
Autocesta A8 duga je 64,21 km, a u nju se ubraja i 5,4 km dugačak Tunel Učka, dugo vremena najdulji, a sada treći po dužini tunel u Hrvatskoj. Ta je autocesta izgrađena u poluprofilu do tunela Učka, a ostatak se gradi. Autocesta A9 duga je 76,79 km i izgrađena je u punom profilu osim mosta Mirne i vijadukta Limska Draga koji su izgrađeni u poluprofilu. Na Istarskom ipsilonu se primjenjuje zatvoreni sustav naplate cestarine.
Zbog velike gustoće i intenziteta prometa u ljetnim mjesecima Istarski ipsilon postao je pretijesan. U najfrekventnijim danima turističke sezone, tunelom "Učka" prođe više od 14 tisuća vozila, a mostom Mirna čak 19 tisuća. Jasno je da zbog sigurnosti prometa treba krenuti u gradnju dvotračne ceste u oba smjera, dakle punog profila autoceste. Promet na Istarskom ipsilonu se konstantno povećava i tokom godine. Na primjer, od 1982. godine do danas samo u tunelu Učka se promet povećao šest puta. Tako je u 2006. godini tunelom prošlo tri milijuna vozila.

## Povijest
Do 2010. godine brze su ceste B8 i B9 bile izgrađene u dvotračnom obliku brze ceste. Iako bi po odredbama Koncesijskog ugovora kojeg je Bina-Istra bila potpisala s Republikom Hrvatskom izgradnja drugog kolnika 141 km duge prometnice trebala je početi kada promet dosegne 10 000 vozila dnevno (ili 16 000 vozila dnevno u ljetnoj sezoni), Bina-Istra je već od lipnja 2006. godine intenzivno radila na svim pripremama (projektiranje, dobivanje svih potrebnih dozvola, financiranje) za izgradnju tzv. Faze 2, odnosno punog profila Istarskog ipsilona.
2010. otvorena je prva dionica punog profila autoceste A9 od Pule do Kanfanara. 2011. su u punom profilu otvorene dionice autoceste A9 od Kanfanara do Umaga (s iznimkom vijadukata Limska Draga i Mirna), te prva dionica autoceste A8 od Kanfanara do Rogovića.
2020. je otvorena u punom profilu dionica autoceste A8 od Rogovića do Cerovlja, a 2021. od Cerovlja do Lupoglava i dio punog profila prema Vranji kod tunela Učka.
Početkom 2023. godine otvorena je i kratka dionica od ranije dovršenog dijela prema Lupoglavu do novog čvora Vranja zapadno od dosadašnjeg čvora Vranja koji je ukinut, jer je bio preblizu portalu novog tunela. Druga cijev tunela Učka i prva faza kvarnerskog dijela autoceste prema Matuljima trebali bi biti završeni do 2024.